# غينغوغ
غينغوغ (بالإنجليزية: Gingoog) هي مدينة في الفلبين، تتبع ميساميس أوريانتال، بلغ عدد سكانها 117٬908  نسمة، في 1 مايو 2010، تبلغ مساحتها 568٫44 كيلومتر مربع، رمزها البريدي هو 9014.

## الموقع
تشترك في الحدود مع:
- Medina, Misamis Oriental [الإنجليزية]‏
- Buenavista, Agusan del Norte [الإنجليزية]‏
- Claveria, Misamis Oriental [الإنجليزية]‏
- Magsaysay, Misamis Oriental [الإنجليزية]‏
- Carmen, Agusan del Norte [الإنجليزية]‏.